# International Press Institute
Het International Press Institute (IPI) is een instituut dat in 1950 door 15 krantenredacteuren werd opgericht ter bescherming van de persvrijheid. Tegenwoordig telt het instituut redacteuren en krantenuitgevers uit 115 landen onder zijn leden. Het IPI is gevestigd in Wenen.
IPI dringt middels lobby en protestbrieven er bij regeringen op aan de persvrijheid na te leven.
In 1996 riep het IPI de Free Media Pioneer Award in het leven die personen en organisaties eert die tegen schendingen van de persvrijheid oplopen in hun land. De Journalistenprijs wordt gesponsord door het Amerikaanse Freedom Forum.
In 2000 bracht het IPI een lijst uit van 50 Heroes of World Press Freedom, waaronder veel journalisten die door hun werkzaamheden in hun leven bedreigd zijn.